# Дехган, Джафар
Джафа́р Дехга́н (перс. جعفر دهقان‎; род. 10 апреля 1960, Тегеран, Иран) — иранский актёр кино и телевидения. Получил известность благодаря своим ролям в телесериалах «Люди пещеры» (1998), «Святая Марьям» (2000) и «Пророк Юсуф» (2008).

## Биография
Родился 10 апреля 1960 года в Тегеране (Иран). Получил диплом средней школы и технической школы в Тегеране. В 1975 году начал работать в театре в возрасте 15 лет. В 1981 году, когда ему был 21 год, он начал работать в художественном центре по исламскому развитию. В том же году дебютировал в фильме «Оправдание» режиссёра Манучехра Хаканипараста. Его роль в фильме «Эпоха Маджнуна» (1993) принёс ему премию «Crystal Simorgh» за лучшую мужскую роль второго плана на Международном кинофестивале «Фаджр».